# Weyersheim
Weyersheim település Franciaországban, Bas-Rhin megyében. Lakosainak száma 3515 fő (2022. január 1.). Weyersheim Bietlenheim, Bischwiller, Gambsheim, Gries, Herrlisheim, Hœrdt, Kilstett, Kurtzenhouse, Offendorf és Rohrwiller községekkel határos.

## Népesség
A település népessége az elmúlt években az alábbi módon változott:
| Lakosok száma | 3336 | 3329 | 3363 | 3356 | 3377 | 3398 | 3419 | 3473 | 3515 |
|               | 2013 | 2015 | 2016 | 2017 | 2018 | 2019 | 2020 | 2021 | 2022 |

## Testvérvárosok
- Rot am See, Németország, 2000 óta